# Santa Corona (astronomia)
La Santa Corona è una struttura geologica della superficie di Venere.